# Plein 1940 (Middelburg)
Het Plein 1940 is een plein in de binnenstad van Middelburg.
Het plein is ontstaan tijdens de Wederopbouw van Middelburg nadat de binnenstad op 17 mei 1940 van waarschijnlijk Franse artilleriebeschietingen bij het Bombardement op Middelburg volledig was uitgebrand. De oorspronkelijke Markt werd toen te groot geacht. Daarom werd besloten het westelijk deel van de Markt af te scheiden door de bouw van een nieuw huizenblok, waarachter "Plein 1940" ontstond.
Aan het plein zijn verschillende cafés en restaurants geopend.